# Göltzsch
Göltzsch (wym. MAF: [ˈɡœlt͡ʃ], posłuchajⓘ) – rzeka o długości 40 km w Niemczech w Saksonii i Turyngii. Dopływ Białej Elstery.